# Johannes Bruggner
Johannes Bruggner, född 5 juli 1902 i Leufsta Bruk, död 22 juli 1985, var en svensk konstnär
Bruggner studerade konst i Stockholm, Tyskland och Paris. Hans konst består av figurkompositioner, landskap med lappländska fjällmotiv eller från Pyrenéerna. Bruggner är representerad vid Nationalmuseum.